# Роппель, Евгения Ивановна
Евгения Ивановна Роппель (24 апреля 1976) — российская и киргизская биатлонистка, участница зимних Олимпийских игр 1994 года, чемпионка мира среди юниоров (1995). Мастер спорта России (1996).

## Биография
Заниматься биатлоном начала в Новосибирске под руководством Ю. Ф. Кудряшова.
Получив в начале 90-х гражданство Кыргызстана, приняла участие в этапе Кубка мира в сезоне 1992/93 в финском Контиолахти. В индивидуальной гонке 17-летняя спортсменка заняла последнее, 74-е место, а в спринте стала 73-й среди 76 участниц. Также на этом этапе заняла седьмое место в эстафете, в команде Кыргызстана вместе с ней выступали Ирина Елисеева, Ирина Горбачёва и Наталья Хлебородова (все четыре были натурализованными россиянками из Новосибирской области). В дальнейшем Кыргызстан не смог содержать команду и остальные спортсменки вернулись в Россию.
В 1994 году на зимних Олимпийских играх в Лиллехаммере Евгения стала единственной спортсменкой, представлявшей Кыргызстан, и таким образом, первой представительницей страны на зимних Олимпийских играх в истории. При этом Роппель являлась самой молодой биатлонисткой из принимавших участие в этих Играх спортсменок. В спринте Роппель допустила три промаха и, показав время 31:08,0 заняла 66-е место. Индивидуальная гонка для Евгении сложилась также не слишком успешно. На четырёх огневых рубежах спортсменка допустила 5 промахов, а не самая быстрая скорость, показанная на лыжне, позволила Роппель занять лишь 67-е место.
После окончания Олимпиады вернулась в Россию. В 1994 году училась в Новосибирском торгово-экономическом техникуме, получала стипендию губернатора. В 1995 году участвовала в чемпионате мира среди юниоров и стала победительницей в командной гонке в составе сборной России вместе с Альбиной Ахатовой, Любовью Ермолаевой и Анной Филипповой. В 1996 году выполнила норматив мастера спорта России.
По данным сайта IBU, позднее также представляла Беларусь, но в Кубке и чемпионате мира за эту страну не соревновалась.